# جيمس كلارك براون
جيمس كلارك براون (بالإنجليزية: James Clark Brown)‏ هو سياسي نيوزلندي، ولد في 1830، وتوفي في 1891. انتخب عضو مجلس النواب نيوزيلندا.